# Requena (kommunhuvudort)
Requena är en kommunhuvudort i Spanien.   Den ligger i provinsen Província de València och regionen Valencia, i den östra delen av landet, 250 km öster om huvudstaden Madrid. Requena ligger 699 meter över havet och antalet invånare är 21 278.
Terrängen runt Requena är platt åt sydväst, men åt nordost är den kuperad. Runt Requena är det ganska glesbefolkat, med 22 invånare per kvadratkilometer. Requena är det största samhället i trakten. Omgivningarna runt Requena är i huvudsak ett öppet busklandskap.